# RJ-100
A RJ-100 é uma rodovia do estado do Rio de Janeiro com 13,5 quilômetros de extensão, que liga a BR-101, na altura do Barreto (Niterói), à RJ-106, na altura do Rio do Ouro, no município de São Gonçalo. A RJ-100 foi denominada Rodovia Prefeito João Sampaio pela lei estadual 6925/14, em homenagem ao ex-prefeito de Niterói, ex-deputado federal, arquiteto e urbanista João Carlos de Almeida Sampaio.

## Sobre a rodovia
A RJ-100 foi retomada por decisão do então governador Sérgio Cabral, por intermédio de decreto publicado no Diário Oficial em Agosto de 2013. A rodovia se estende ao longo do limite entre os municípios de Niterói e São Gonçalo, indo do Barreto, a partir do entroncamento com a BR-101 (Niterói-Manilha), a Rio do Ouro, na interseção com a RJ-106 (Rodovia Amaral Peixoto). Com 13,5 quilômetros de extensão, a estrada foi criada para dar maior mobilidade urbana a uma região de grande densidade demográfica. 
Os estudos para a criação da Rodovia ficaram a cargo da Secretaria de Estado de Desenvolvimento Regional, Abastecimento e Pesca - SEDRAP. A rodovia passa pelas localidades de Tenente Jardim, Morro do Castro, Baldeador, Caramujo, Novo México e Maria Paula, com acesso à BR-101, no Barreto, e à RJ-106, em Rio do Ouro, além de se conectar com a RJ-104.
O Departamento de Estradas de Rodagem (DER-RJ ), órgão da Secretaria estadual de Obras, é o responsável pela implantação e manutenção do corredor viário, que absorve parte dos veículos oriundos de São Gonçalo, Maricá e da Região Oceânica de Niterói em direção ao Rio de Janeiro.

## Municípios Abrangidos
- São Gonçalo
- Niterói
- Maricá

## Marcos Rodoviários
- Km 0 - Início no entroncamento com a BR-101 ,na localidade do Barreto
- Km 0,5 -  Rio Bomba , Limite de Municípios: São Gonçalo - Niterói
- Km 2,0 - Venda da Cruz
- Km 4,5 - Tenente Jardim
- Km 6,8   - Baldeador
- Km 7,6  - Cruzamento com a RJ-104. Acesso a Estrada Velha de Maricá
- Km 10,0   - Trevo de Maria Paula. Acesso a Região Oceânica de Niterói via Estrada Caetano Monteiro
- Km 12,0     - Rio do Ouro
- Km 13,5    - Acesso a Maricá via Rodovia Amaral Peixoto RJ-106